# Mount Ida (Colorado)
Mount Ida is een berg in de Forest Canyon van het Rocky Mountain National Park in de Amerikaanse staat Colorado. De berg is 3921 m hoog en ligt 21,6 km ten westen van Estes Park op de continentale scheiding tussen twee lokale counties. De berg kreeg hoogstwaarschijnlijk zijn naam van zijn bekende tegenhanger op Kreta, de Ida Psiloritis.